# Klaus Eder
Klaus Eder (nascido em 2 de setembro de 1946 em Burgoberbach) é um sociólogo alemão.
De 1989 a 1994, Eder foi professor de Sociologia no Instituto Universitário Europeu de Florença, e desde 1994 é professor de Sociologia na Universidade Humboldt de Berlim (Departamento de Análise Estrutural Comparada). Eder foi até 2018 co-editor do Berliner Journal für Soziologie.
As principais áreas de pesquisa de Eder são a análise comparativa da estrutura social do processo de europeização, bem como a "publicidade e democracia na União Europeia".
Um de seus alunos mais importantes é Hans-Jörg Trenz.